# Smiela mongolica
Smiela mongolica är en insektsart. Smiela mongolica ingår i släktet Smiela och familjen långrörsbladlöss. Inga underarter finns listade i Catalogue of Life.